# Debreceni csata (1317)
A debreceni csatát 1317-ben vívták az akkor még csak nagyobbacska falu Debrecen mellett. A közelmúltig tartotta magát az a — Bunyitai Vince tévedésén alapló — hibás nézet, amely a csatát 1316-ra tette. Kristó Gyula azonban egyértelműen bizonyította, hogy a hadak 1317-ben ütköztek meg. A két seregvezér Debreceni Dózsa és Borsa Kopasz volt.

## A csata történelmi előzményei
Az Árpád-ház kihalása után új helyzet alakult ki Magyarország trónöröklési rendjében. Harc kezdődött a koronáért a nápolyi Anjouk, a bajor hercegség és a cseh király között. I. Károlyt, a nápolyi Anjou-házból származó királyt háromszor (1301, 1309, 1310) koronázták meg ebben a politikai zűrzavarban, mire az ország nagy része hivatalosan elfogadta. Az utolsó megkoronázása előtt, 1310-ben leváltotta Aba Amadé és Csák Máté nádorokat, akik ezután ellene fordultak. Ekkor választották nádorrá Borsa Kopasz Jakabot. 1311 júniusában Csák Máté csapataival egészen Budáig vonult. Erre a király Temesvárra helyezte át székhelyét, ahol a hozzá hű bárók segítségével sereget szervezett és küldött Csák Máté ellen, melynek vezére Debreceni Dózsa volt.
1315-ben leváltotta Borsa Kopasz nádort, aki ezért fivérével a király ellen fordult, és szövetséget kötött az Ákos nembeli István nádor fiaival, a zempléni Petenye fia Péterrel, Kán László erdélyi vajda fiaival, Mojs fia Mojssal, valamint természetesen Csák Mátéval és a Kőszegiekkel. Céljuknak tűzték ki András halicsi fejedelem, IV. Béla szépunokájának a trónra ültetését.
Szervezkedésük 1316-1317 telén vált nyílt lázadássá, amiben azonban a Borsák elvi szövetségesei nem vettek részt — olyannyira nem, hogy az Aba-fiúk a királyi had alvezérei voltak. Károly Róbert 1317 tavaszán hadjáratot szervezett ellenük, és a had fővezérének Debreceni Dózsát nevezte ki. A mezei hadak Debrecen mellett ütköztek meg; eme csata jelentősége megközelíti a rozgonyi győzelemét.

## A csata résztvevői
1317 tavaszán Debreceni Dózsa a királyhoz hű nemesekből és a környék köznemességére támaszkodva sereget gyűjtött Borsa Kopasz csapatai ellen. Dózsa mellé álltak a Gutkeled nemzetségbeli Bátori Bereck fiai: János, Lőrinc (Lökös) és Miklós, a Báthori-család ősei; az Aba nembeli Amadé János; Ákos Mikcs (Mick); az  Aba nembeli Elefánti Dezső, aki nyitrai és pozsony megyei birtokosként régebben Csák Máté híve volt; Kenéz comes, Valkó várának várnagya; a Zoárd nembeli Lőrinc comes, István fia; a Péc nembeli Gergely fia Lukács; a Zsidó nembeli Szántai Pető, István fia, szatmári ispán; a Balogsemjén nembeli Kállay Egyed comes fiai: Iván mester és Simon; Pelejtei Martonos fia, Vincló; Péntek fiai: Ugrin és Imre; Szinyéri Marhard comes fia, Lőrinc mester és csapataik. A hadhoz csatlakoztak a Debreceni család tagjai szervienseikkel és számos jobbágyukkal, akik „vérük bőséges hullatásával” teljesítették kötelességüket. Ezt a Nagy Lajos által 1361. május 1-én kiadott oklevél külön is megemlítette.
A Debrecen felé közeledő Borsa Kopasz seregében ott volt Kopasz öccse, Borsa Beke, Tamás fia; a Gutkeled nembeli Lothard fia, Pál, Mojs fia Mojs (a Szilágyság ura; Kopasz veje). Lothard Dénes három fiát: Andrást, Dezsőt és Lothardot; Vak Dorog fiát, Domokost és másik fiának, Lökösnek fiait; az Ákos nembeli Ernye bán unokáit: Jánost és Istvánt (Ákos István fiait); Ajdud kun vezért és az ő szervienseiket, harcosaikat.
Debreceni Dózsa serege közel hatezren főt számlált. A lázadók jóval kevesebben, nagyjából 3600-an lehettek, ráadásul ezek is kevésbé fegyelmezett, csekélyebb harcértékű csapatok voltak.

## A csata rekonstruálása
Mivel a csata lefolyásáról a krónikák semmit sem említenek, ezért rekonstruálásához csak az összecsapás előzményeit és következményeit tárgyaló, gyér számú oklevél adataiból meríthetünk. Ezen kívül ismerni kell még a XIV. századi Debrecen környékének topográfiáját is. Az akkori hadviselés szempontjainak nem kedvezett a mai várostól keletre húzódó erdős, mocsaras, lápos és dombos terület (ma: Nagycsere, Haláp, Erdőspuszta), így a helyszín itteni lehetőségét elvethetjük. A csatához viszonylag sík terepre volt szükség, amely ezen a vidéken csak az akkor még bővizű, hatalmas árterű Tócó folyó és az amellett húzódó halmok (esetleg kurgánok) vonala illetve az akkor már létező apró kis falvak (Debrecen, Szentlászlófalva, Mesterfalva, Boldogasszonyfalva) között volt. Ennek megfelelően valószínű, hogy a csatát a mai Tócóskert és Tócóvölgy városrészek körül vívhatták.
A csatára 1317. március végén-április elején került sor Debrecen mellett. Míg a királyhoz hű seregek több napja a fent említett apró falvak körül kipihenve és felkészülve várták a döntő összecsapást, Debreceni Dózsa a környék falvainak (Szepes, Pac, Bánk, Mikepércs, Túrsámson, Macs, Szentgyörgy, stb.) hadképes jobbágyaiból és a debreceni polgárokból elővédet szervezett. Borsa Kopasz fáradt hada este érkezett meg nyugat felől és a Tócó folyó jobb oldalán, az akkor még viszonylag magas és ép, összefüggő láncot alkotó halmok, kurgánok oltalma alatt gyülekezett. Tábort ütni nem volt nehéz mivel a vidéket ezüstös holdfény világította be. Másnap napkeltekor (amely 5 óra körül volt) Kopasz serege átkelt a Tócó gázlóin és felállította seregét a folyó baloldali árterén, az akkori Debrecentől kb. 2–3 km-re. Itt várta már őket Dózsa hada. A seregek felállását a 2. ábra mutatja. A Debreceni Dózsa vezette királyi sereg és a Borsa Kopasz vezette lázadók serege az akkoriban szokásos harcrend szerint sorakozott fel: a hadsereg az erős derékhad mellett három jobb és három bal szárnyból állt. A katonai segédnépek e hetes harcrenden kívül elővédet szolgáltattak. Míg a királyi sereg elővédje a debreceni és szabolcsi jobbágyokból, kunokból illetve a debreceni polgárokból állt, a lázadó sereg elővédjét főleg kun és jász harcosok alkották, akik egyben remek íjászok is voltak. A királyi sereg gyalogsága az íjjal és szablyával volt felfegyverezve, de fegyvereik között szerepelt még a tollas buzogány, a fokos balta és a kard is. Mindkét oldalon a familiáris seregek vezérei és közvetlen kísérete nehézlovasok voltak. A királyi seregben általában a nemesek és közvetlen kíséretük zárt sisakban és lemezpáncélban, hosszú egyenes karddal, lándzsával és buzogánnyal felszerelve harcolt. A többi nehézlovas azonban nem mindig ezt viselte csata idején. A csatában a nehézlovasok  a könnyebb viseletű hosszú ujjú sodronyvértezet, kesztyű és sodronynadrág viseletét részesítették előnyben. Védőfelszerelésüket legtöbbször ovális vagy téglalap alakú, jobb felső sarkában a lándzsa beillesztésére szolgáló bevágással ellátott nagy tárcsapajzs egészítette ki.
A seregek rendezése után a kissé zsombékos területen megkezdődött a csata. Ezen a területen állnak a mai Tócóskert és a Tócóvölgy házai. A királyi sereg számítások szerint 5800 főből (ebből elővéd kb. 1100 fő), a lázadók serege 3600 főből (ebből elővéd kb. 600 fő) állt. Mivel a lázadók seregének nagy része fegyelmezetlen, mérsékelt harcértékű átmeneti típusú lovasságból szerveződött nem lehetett kétséges a csata végeredménye a királyi had nehézfegyverzetű lovasaival és kunjaival szemben. Ezt felmérte Kopasz is, de ennek ellenére támadásba lendült. A mindig tettre kész Lothard bán fiai (András, Dezső és Lothard) délről megtámadták a királyi sereget. Eleinte Kopasznak kedvezett a hadiszerencse, de a debreceni polgárok „vérük bőséges hullatásával” rendületlenül harcoltak. Mivel a csapatok hadereje között nagy volt a különbség, ezért az ütközet nem tartott sokáig. Kopasz nádor és serege megrettenve az ellenfél nagyságától futásnak eredt. Egy oklevél szerint -kissé túlozva- Kopasz csapatából egész sorok sőt hadtestek estek áldozatul. A csata -rövid volta miatt- aligha volt nagyon véres, ennek ellenére Dózsa kilenc levágott fejet és két harci zászlót (Borsa Kopaszét és Gutkeled Pálét) tudott elküldeni Károly Róbertnek. Debreceni Dózsa megsemmisítő győzelmet aratott. A jelentős személyek közül csak Vak Dorog Kopaszhoz csatlakozott fiai estek áldozatul. A súlyosan sebesültek vagy éppen halottak közt voltak a főbbek közül: Zoard nembeli Lőrinc comes, István fia; a Peech nembeli Gergely fia Lukács, Szinyéri Marhard comes fia, Lőrinc mester. A legbátrabbak egyike, Kenéz várnagy foglyul esett. Dózsa számára duplán fontos volt ez a csata: egyrészt győzelmet kellett szereznie Károly Róbert számára s ezzel gyengíteni Borsa Kopasz kiskirályi hatalmát, másrészt megvédeni faluját Debrecent, mert az ellenfél győzelme esetén biztosan feldúlja a kis települést. A súlyos vereséget szenvedett Kopasz nádor innen Adorján várába menekült s ott védekezett. Debreceni Dózsa a rozgonyi csatával azonos fontosságú ütközetben fényes győzelmet aratott és ezen a vidéken megszilárdította I. Károly király hatalmát.

## A csata következménye
Dózsa győzelmének hírére a király Bihar vármegyébe utazott. A súlyos vereség után Borsa Kopasz először Adorján várában védekezett, de a várat a királyi sereg 1317 júliusában ostrommal elfoglalta. Borsa Kopasz titkon Sólyomkő várába menekült, hívei Erdélybe szöktek. A bukott nádor kegyelemet kért, és feladta magát, ám Károly király nem végeztette ki, fogolycsere útján valószínűleg Petenye fia Péterrel együtt Erdélybe került a lázadó Ákos Mojs udvarába. 1330-ban még élt, ám a király elleni további lázadásban már nem vett részt. 

## Epilógus
1938-ban a Kishegyesi út 40. számnál, a szegényház telkének csatornázásánál csontvázra illetve koponyára akadtak. A sírok mellékleteket nem tartalmaztak. Nagy a valószínűsége annak, hogy a XVII. században említett, a Tócóskert mellett fekvő Kistemetőnek vagy Ó-temetőnek említett temetőbe az 1317-es debreceni csata halottait helyezték el. Debrecenben a történelem során több temető is létezett, de egyet sem említettek ily névvel. Tehát ha ezt a temetőt már a XVII. században "ó" jelzővel illették, akkor elég régi lehetett. Sajnos hollétéről semmit sem tudunk. Az biztos, hogy ez a temető nem volt azonos sem a Honvédtemetővel, sem a Hatvan utcai temetővel.